# عبد الرحمن متالي
العلامة والشيخ عبد الرحمان(1902_1985) بن محمذ فال بن عبد الرحمن بن محمذ فال (لمرابط) بن متالي الشنقيطي عالم وفقيه وأديب مالكي المذهب، من مواليد بلاد شنقيط، درس على يد والده وأتم تعليمه على يد أعلام الزاوية المعينية بأيت الرخاء وأكردوس، وشغل منصب قيم زاوية الشيخ النعمة بأيت الرخاء إلى أن توفي بها.

## نسب الشيخ
هو الشيخ عبد الرحمان بن محمذ فال بن عبد الرحمان بن محمذ فال الملقب (لمرابط) بن المختارالملقب (متالي) بن محمد بن أحمد بن اعمر بن أحمد الملقب (ابج) بن عبد الله الملقب (ييج) بن محمد الملقب (فودي) بن عبد الله (ييج الأول) بن أحمد المكنى (حيمد) بن إبراهيم بن أبي بكر بن محمد ذي الثدي (والمعروف بابي بزول وهو فودى الأكبر) بن إبراهيم بن شمس الدين بن يحي الكبير القلقمي بن محمد بن عثمان بن أبي بكر الحضرمى بن يحي بن عبد الرحمان بن محمد الزكى الملقب (اران) بن عبد الله الملقب (اتلان) بن أحمد الملقب (اجملان) بن إبراهيم بن مسعود بن عيسى بن عثمان بن إسماعيل بن عبد الوهاب بن يوسف بن عمر بن يحي بن عبد الله بن أحمد الاغر بن عبد الله الأكبر بن ادريس الأصغر بن ادريس الأكبر بن عبد الله المحض بن الحسن المثنى بن الحسن السبطى بن علي كرم الله وجهه وفاطمة الزهراء بنت رسول الله صلى الله عليه وسلم. [بحاجة لمصدر]

## حياته ونشأته
ولد الشيخ العلامة عبد الرحمان والملقب (بابا) عام1902م، والدته فاطمة الملقبة (اطفيلة) بنت محمدنا بن الخرشى بن السالم. أسرته أسرة علم وصلاح، كان جده محمذ فال الملقب (لمرابط) ذا صلاح واستقامة أجمع الكل على شرفه وفضله وعلمه، وكان جامعا بين العلم والعمل ومحظرته من اعرق المدارس في بلاد شنقيظ واقدمها وارفعها مجدا.[بحاجة لمصدر]
تعلم عبد الرحمان (بابا) القرآن الكريم حفظاً وتجويداً ورسمًا وهو لم يتجاوز14 سنة على يد والده، ثم درس العلوم الشرعية والعربية المتداولة من خلال المتون والشروح، تحمـّل الغربة في سبيل ذلك حتى صار من أعيان علماء وقته علما وصلاحا.كان يتردد على عاصمة العلم والجهاد انذاك كردوس والتي عرفت نهضة ادبية لا مثيل لها واصبحت تضاهي اقدم الجامعات والمدارس كالقرويين والأزهر والزيتونة. فاتصل باعلامها واخد عنهم عدة علوم. ولازم كثيرا منهم وعاصر العديد من أبناء الشيخ ماءالعينين وعلماء سوس.[بحاجة لمصدر]
قدم عبد الرحمان مع اخيه محمد الزايد رفقة والدهم محمذ فال بن عبد الرحمان بن محمذ فال (لمرابط) مع وفد فخذ أهل اعمر اكدبيجة الذي تزعمه أحمد بن أحمد بن محمذ فال بن متالي وكان وفد آل متالي هذا ضمن الوفد الثاني من اعيان القبائل البيظانية التي وفدت على الشيخ ماءالعينين بالسمارة في يوم الجمعة 17/جمادى الأولى / عام 1325هـ صحبة الشيخ الطالب اخيار بن الشيخ ماءالعينين يقول الشيخ النعمة:
«... فاني رايتهم» (أي وفد فخذ أهل اعمر اكدبيجة) كتبوا رسالة إلى الشيخ ماءالعينين جاء فيها « ان كل ما فعله عليهم رئيسهم أحمد بن أحمد فهو ماض » فتوطدت بذلك الصلة بين آل متالي والشيخ ماءالعينين.[بحاجة لمصدر]
استقر محمذ فال وولديه بشتوكة ايت بها عند القائد الكريمى وهو من مريدي الشيخ ماءالعينين وقد بالغ في احسانهم وقد مكث والدهما عنده مدة في انتظار حلول وقت الحج وفي انتظار ذلك اشتغل محمذ فال بالتدريس وتعليم أبناء الدوار الذي نزل بهم ومعهم ابنيه المذكورين لكن اجل والدهم دنى فتوفي قبل ان ينال مبتغاه فدفن بمكان قرب خميس ايت عميرة غير بعيد من مكان سكنى القائد الكريمى وذلك في سنة 1340هـ 1921م. بعد وفاة والدهم عاد إبناه المذكورين إلى تيزنيت فبقي بها عبد الرحمان يتابع دراسته بعد ذلك توجه إلى آيت الرخاء وعمره 19 سنة في حين قفل محمد الزايد إلى بلاد شنقيط. 
تزوج عبد الرحمان من «منة» الملقبة (ماما) بنت محمد الغيث الملقب بـ (لاي) بن محمد نافع الملقب ب (الناوه) ينتهي نسبها الشريف إلى زينب بنت علي شقيقة الحسين رضي الله عنهم. والدتها هي مريم بنت محمد فال الملقب امادي بن الطالب من قبيلة آل الجيه المختار. توفيت يوم الخميس 18 رمضان 1408 الموافق 5/5/1988م ذريته منها احمدو وهند الملقبة (اماحة) ويحانذ الملقبة (تكيبر) ومحمد الغيث.

## سيرته
كان عبد الرحمان بن محمذ فال وليا ورعا ناسكا تقيا عالما وأديبا إماما متواضعا معظما وقورا، مجلسه مجلس وقار لا يسمح فيه بالكلام الفاحش كتوما للأسرار حنونا عطوفا على الضعفاء والمساكين والجيران وابن السبيل راعيا لاحوالهم مساعدا لهم قلما يأكل وحده شهد له جميع من عاصره بزهده في الدنيا وتمسكه بالسنة وكراهيته للبدعة وأهلها فكان رحمة من الله على العباد والبلاد وما جاورها فأغناهم الله بعد فقر وأمنهم بعد خوف. واصبح ملاذا للخائف ومحجة لطالب علم وطالب دنيا، وقد أتته الدنيا وهي راغمة ولم تشغله عن العبادات والطاعات. توطّدت العلاقات بينه وبين فطاحل علماء وطلاب مدرسة الشيخ النعمة بن شيخنا الشيخ ماءالعينين وروادها وكذلك بينه وبين علماء وطلاب المدرسة العتيقة بايت الرخاء وروادها وبينه وبين أهل سوس والصحراء والشمال. [بحاجة لمصدر]
كان رضي الله عنه ذاكرا لله طوال الوقت لا تفارقه كلمة « لا اله الا الله محمد رسول الله » حج سنة 1974م.
بعد وفاة المقدم محمد الأمين بن الطاهر تسلم عبد الرحمان مسؤولية تدبير شؤون الزاوية فكان رضي الله عنه أكثرهم إسهاما في اتساع رقعة إشعاعها مما جعل بعض القبائل الأخرى تعرض عليه الإقامة بين ظهرانيهم وعرضوا عليه بناء زاويه له وخاصة قبيلة اداورحمان فرفض العرض. قام بتوسيع الزاوية واكتملت عام 1371هـ/1952م.
لقد كانت الزاوية حاملة لأمجاد الإسلام ومنهلا للعلوم والمعارف ومعقلا من معاقل الجهاد كان يتردد عليها المجاهدون طيلة فترة الجهاد ضدّ المستعمرالفرنسي وفي مقدمتهم المجاهد الشيخ مربيه ربه بن الشيخ ماءالعينين. لقد كانت الزاوية والمدرسة العتيقة ممثلّة في شخص علمائهما وأبنائهما وخريجيهما في الصفّ الأمامي على خطّ المواجهة مع العدو وكان المجاهد عبد الرحمان داعما للمجاهدين ضد احتلال النصارى لبلد الإسلام يسعى إلى تطهير البلاد الإسلامية من الكفار وقد شارك في معارك (الاخصاص وبيزكارن). وفي رقبته اثار جروح بليغة من جراء قصف الطيران الفرنسى. كما اجتمع بعض المجاهدين من قبيلة ايت باعمران مدججين بالسلاح عنده بالزاوية عام1957م من اجل التشاور رافضين الجنسية الإسبانية وبعد اكرامهم كالعادة زودهم بما تيسر من المؤنة وبارائه وتوجيهاته وتوجه معهم إلى منطقة الاخصاص لمشاركة باقى افراد قبيلة ايت باعمران المجاهدة ضد المستعمر الاسبانى فانتصر المسلمون وفشل المخطط الاسبانى وتمركزق قواته في افنى فقط. وكان رضي الله عنه يفض النزاعات بين القبائل. [بحاجة لمصدر]

## إنتاجه العلمي
اجمع علماء عصره بأنه عالم، أديب، وشاعر مجيد وقد خلف الشيخ ديوانا شعريا كبيرا وغني في شتى الاغراض والمواضيع الخُلقية والوعظ، ونجد فيه كذلك الشعر الاجتماعي المناسباتى. كما له بعض الشروح الفقهية وبعض الرسائل المخطوطة.[بحاجة لمصدر]

### نماذج من أشعاره
وله:
وله:
وله:
وله:
وله:
وله:
وله:
وله:

## وفاته
توفي يوم ثاني عيد الاضحى عام 1405هـ الموافق ليوم الأربعاء 28 أغسطس 1985م، فصلى عليه جمع غفير من أهله ومن مريدي الزاوية ومن أهل البلد وأصدقائه.